# سیارک ۲۵۴۹۱
سیارک ۲۵۴۹۱ (به انگلیسی: 25491 Meador، نامگذاری:1999XS84) بیست و پنج هزار و چهارصد و نود و یکمین سیارک کشف شده‌است که در ۷ دسامبر ۱۹۹۹ کشف شد.
قدر مطلق سیارک برابر ۲۰.۴ است.